# Karneval förlag
Karneval förlag är ett svenskt förlag, grundat 2006. Man ger främst ut facklitteratur i genrer som samhällsdebatt, reportage, populärvetenskap och historia, ofta i aktuella och kontroversiella ämnen. I mindre grad ger Karneval även ut skönlitteratur och bilderböcker för barn.

## Historia

### Bakgrund

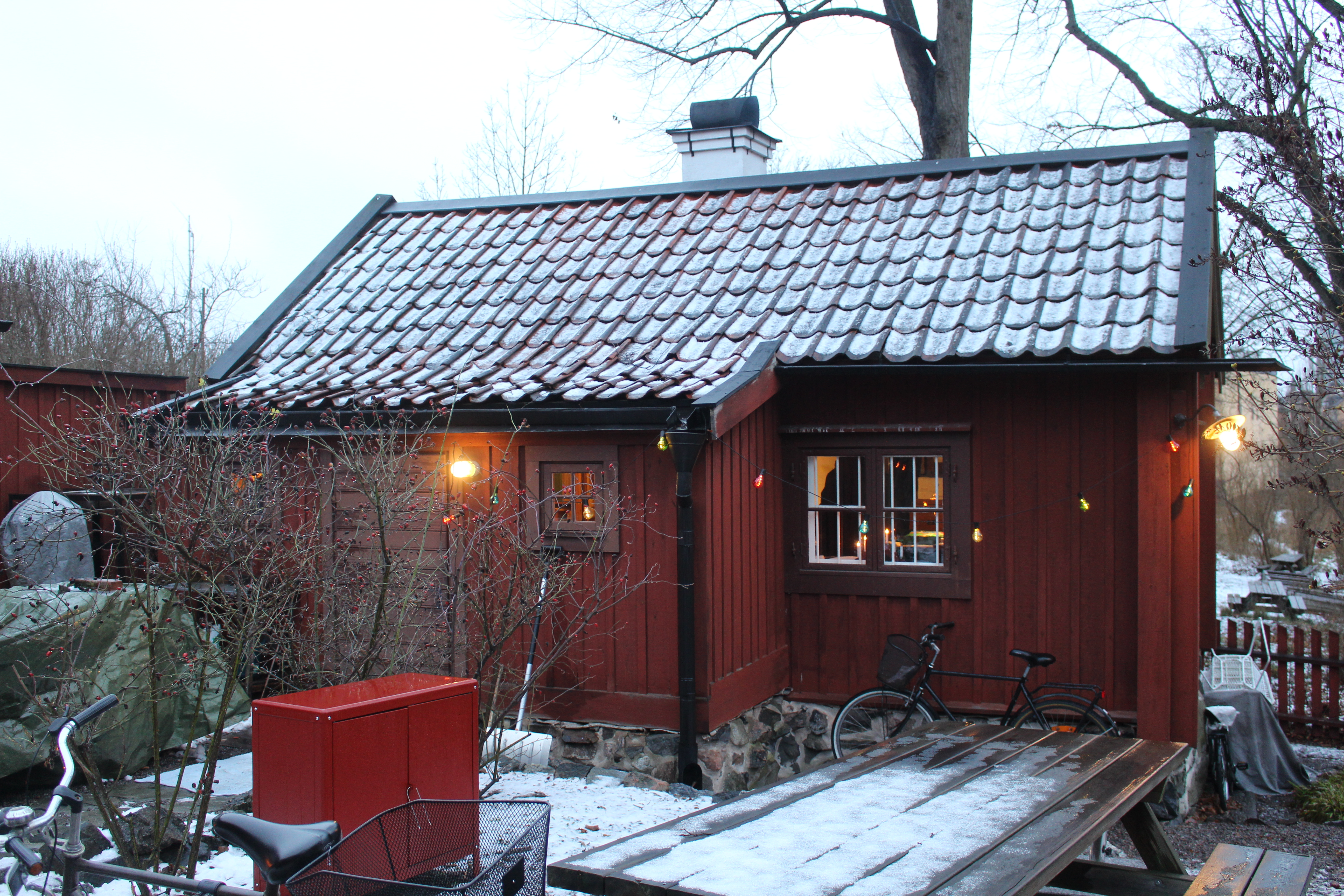
Karnevals förlags kontor i Vita bergen 2024

Ägare och förläggare är Björn Eklund, som var verksam på Ordfront 1984–2004, bland annat som bokklubbschef och redaktionssekreterare för Ordfront magasin.
Karneval förlags kontor ligger i Vita bergen på Södermalm i Stockholm.

### Utgivning
Första utgivningen ägde rum 2006 med boken Terry Jones krig mot kriget mot terrorismen, författad av Monty Python-medlemmen Terry Jones.
År 2023 hade cirka 300 böcker utgivits. I förlagets utgivning kring samhällsfrågor finns böcker om Julian Assange, transpersonsfrågor, identitetspolitik, feminism och USA. Förlaget har beskrivits  som havandes ett vänsterperspektiv. Bland barnböckerna finns ett knappt tiotal med Barbro Lindgren.

## Omdiskuterade utgivningar
Förlaget har ibland kritiserats för att ha gett ut konspiratoriska böcker med tveksamma källor och dålig vetenskaplighet. Denna kritik har riktats gentemot förlaget bland annat över publiceringar om rysk-ukrainska kriget, Sovjetunionens fall och psykiatrisk vård. I debatten kring statsvetaren Richard Sakwas Frontlinje Ukraina (2015) menade förläggaren Eklund att diskussionen behövde bli mer nyanserad, liksom att Sakwas bok även rönt en del positiva recensioner. Man har inte dragit sig för att ge ut böcker som varit kontroversiella även av andra skäl, inklusive Woody Allens självbiografi.